# Creon
Creon (în greacă Κρέων, Kreōn lit. „conducător”) este un personaj din mitologia greacă, conducător al Tebei în legenda lui Oedip. Cu soția sa, Euridice din Teba (numită și Henioche), a avut mai mulți copii: Henioche, Pyrrha, Megareus (numit și Menoeceus), Lycomede și Haemon. Este considerat și tatăl Megarei, prima soție a lui Heracle. Creon și sora lui, Iocasta, erau descendenții lui Cadmus și ai Spartiaților. Deseori se consideră că el a fost cel care l-a purificat pe Amfitrion după asasinarea unchiului său Electryon.

## Mitologie
Creon era fiul lui Menoeceu și fratele Iocastei, regina Tebei. În Oedip rege, Laios, regele Tebei îl lăsă pe Creon la conducere cât timp el era plecat la Oracolul din Delfi. În absența lui Laius, Sfinxul veni lângă Teba. Acesta dădea ghicitori tebanilor și-i devora când nu știau răspunde. Omorî astfel mulți trecători, printre care fiul lui Creon, Hemon. Acesta oferi o recompensă pentru cine va învinge Sfinxul. Când Oedip, care, fără să realizeze, în omorâse pe Laios, ghici răspunsul, Sfinxul se aruncă după o stâncă și muri. Creon i-o dădu de nevastă pe sora sa, regina Iocasta.
Trecu timpul și Teba continua să fie pradă bolii și calamităților. Creon merse să ceară ajutorul oracolului din Delfi, care dezvălui că Oedip, conform profeției, se căsătorise fără să știe cu propria mamă. Îngrozit, Oedip își încredință copiii lui Creon și părăsi Teba, iar Creon redeveni regent.

### Cei Șapte împotriva Tebei și Antigona
După plecarea lui Oedip, cei doi fii ai săi Eteocle și Polinice căzură de acord să ia cu rândul tronul Tebei. Primul fu Eteocle, dar acesta nu mai consimți să-i lase locul lui Polinice. Acesta se refugie la curtea lui Adraste și, împreună cu alți șase și armatele lor, luă Teba cu asalt. El și fratele său se omorâră reciproc.
La sfatul lui Tiresias, Creon își sacrifică propriul fiu, pe Megareu (în alte variante Menoeceu), lui Ares și cetatea rezistă.
După înfrângere, Creon decise că Polinice, care condusese inamici împotriva propriei patrii, să rămână pe câmpul de luptă neînmormântat. Antigona, fiica lui Oedip, sfidă ordinul, se furișă și-i acordă fratelui său mort rituri funerarii. Ca pedeapsă, Creon o îngropă de vie în mormântul tatălui lui Laios, Labdacos. În unele variante, Hemon, care o iubea, se ascunse și fu îngropat alături de aceasta. În altele, Antigona se sinucide și Hemon moare peste cadavrul ei. Șocată de impietatea și cruzimea lui Creon, soția sa, Euridice, se spânzură.

### Amfitrion, Erginos și Heracle
În timp ce acesta conducea Teba, îl primi pe Amfitrion, îl absolvi de moartea lui Electrion și, după ce acesta omorâ vulpea cadmeeană, îl acompanie în războiul împotriva teleboenilor.
Fiul adoptiv al lui Amfitrion, semizeul Heracle veni și el la Teba. Fără știrea acestuia, în timpul unei ceremonii în cinstea lui Poseidon, tebanul Perieres, conducătorul carului lui Menoeceu, îl omorâse pe regele minian Climenos din Orhomenos. Fiul lui, Erginos ridicase o armată împotriva Tebei, masacrase numeroși tebani și stabilise un tratat cu conducătorul teban ca timp de douăzeci de ani acesta să-i dea tribut lui Erginos o sută de boi. Heracle tocmai se întorcea după ce omorâse leul din Kiteron. Întâlnind mesagerii lui Erginos, le tăie nasul și urechile și-i trimise înapoi cu nasul și urechile atârnate la gât ca tribut. Furios, Erginos atacă Teba. Creon ar fi cedat, dar Heracle chemă tebanii la arme și cu armura nouă primită de la Atena, porni la luptă. Pentru a împiedica cavaleria inamicului, acesta inundă câmpul și ieși victorios. Îl omorâ cu mâna lui pe Erginos, dar Amfitrion, tatăl adoptiv al lui Heracle, care luptase alături de el muri de asemenea. Ca recompensă, Creon îi dădu mâna primei sale fiice Megara.

### Oedip, rege
Creon îl hăituise neîncetat pe Oedip, până acesta găsi adăpost în Atica, în orașul Colonos. Creon încearcă să-l aducă înapoi în Teba deoarece oracolul din Delfi proroocise că Teba va prospera cu întoarcerea lui Oedip. Până la urmă Tezeu trebuie să intervină pentru ca acesta să nu fie luat cu forța. În alte versiuni, Tezeu îl obligă să dea înapoi cadavrele celor morți în războiul Celor Șapte și, în funcție de sursă, îl omoară pe Creon când le obține. 

## În opera antică
- Creon apare în piesele Oedip rege și Antigona scrise de Sofocle
- Creon este de asemenea prezent în Femeile feniciene ale lui Euripide, dar nu în Medea, acela e alt Creon
- E caracterizat ca un tiran în Povestea Cavalerului a lui Geoffrey Chaucer, iar într-o adaptare ulterioară a aceleiași povestiri, piesa lui William Shakespeare și John Fletcher, Cei doi nobili. Ca și în Antigone, refuză să îngăduie înmormântarea dușmanilor înfrânți. Văduvele vrăjmașilor lui apelează la Tezeu, care îl învinge pe Creon în luptă. Deși mult discutat, nu apare ca personaj în niciuna dintre versiuni
- Poetul roman Statius povestește o versiune diferită poemul Tebaida (sec. I). Această versiune alternativă poate avea la bază o altă operă pierdută despre Ciclul teban a poetului grec Antimahus (sec. IV sau sec. V î.Hr.)
- În adaptarea modernă Moirei Buffini Bine ați venit în Teba, văduva lui, Euridice devine președinte al Tebei după moartea sa
- Piesa The Burial at Thebes (2004) de Seamus Heaney, conține o notă a scriitorului care compară acțiunile lui Creon cu cele ale administrației Bush